# 八尾市役所
八尾市役所(やおしやくしょ)は、日本の地方公共団体である八尾市の執行機関としての事務を行う施設（役所）である。大阪府八尾市本町一丁目1番1号に所在する。

## 概要
市役所の庁舎と組織、開庁時間は下記の通り
- 開庁時間：午前8時45分～午後5時15分
- 閉庁日：土曜日・日曜日・祝日・年末年始（12月30日～1月4日）

### 市庁舎本館
- 10階

議場
- 9階

議員ロビー、議員控室、市議会事務局、正副議長室
- 8階

監査事務局、公平委員会事務局、放課後児童育成室、委員会室、選挙管理委員会事務局
- 7階

こども政策課、学務給食課、人権教育課、指導課、こども施設課、子育て支援課、青少年課、教育政策課、総務人事課
- 6階

危機管理課、会議室
- 5階

総務課（総務係・庁舎管理係）、政策法務課、市政情報課（広報係）、秘書課、市長・副市長室
- 4階

財政課、債権管理室、契約検査課、総務課（統計係）、政策推進課、行政改革課、人事課、職員課
- 3階

市民ふれあい課、総合案内室、文化財課、生涯学習スポーツ課、情報公開室、健康推進課（公害医療係）、福祉指導監査課、地域福祉政策課、文化国際課、人権政策課（公害医療係）、地域福祉政策課、文化国際課、人権政策課
- 2階

生活福祉課、高齢介護課（介護保険係・高齢福祉係）、市民税課、固定資産評価審査委員会事務局、納税課、資産税課
- 1階

総合案内窓口、パスポート窓口、ごみ袋の配布窓口、し尿受付窓口、高齢介護課（地域支援室）、健康保険課、障がい福祉課、市民ロビー、市民課、会計課、管理センター課、健康保険課（国民健康保険係）、会計課、市民ロビー

### 市庁舎西館
- 5階

会議室
- 4階

財産活用課
- 3階

土木建設課、土木管財課、都市基盤整備課、都市政策課、交通対策課
- 2階

下水道経営企画課、下水道管理課、下水道整備課、みどり課
- 1階

公共建築課、住宅政策課、住宅管理課、審査指導課

### 市庁舎北分室
- 1階

八尾市市民活動支援ネットワークセンター「つどい」

## 歴史
- 1948年（昭和23年）：八尾市制施行に伴い、旧八尾町役場を八尾市役所庁舎とする。
- 1951年（昭和26年）2月： 市役所庁舎（本館旧庁舎）竣工
  - 本館旧庁舎解体、青山町（現在の八尾市立総合体育館所在地）に仮庁舎設置
- 1994年（平成6年）4月：市役所本館庁舎・西館 竣工

## 放送送信施設
- 当役所本館屋上には、コミュニティ放送局であるやおコミュニティ放送の送信所が置かれている。

| 周波数  | 放送局名                             | コールサイン | 空中線電力 | ERP | 放送区域                | 放送区域 内世帯数 | 開局日         | 置局住所              |
| ------- | ------------------------------------ | ------------ | ---------- | --- | ----------------------- | ----------------- | -------------- | --------------------- |
| 79.2MHz | やお コミュニティ放送 愛称｢FMちゃお｣ | JOZZ7AP-FM   | 10W        | 21W | 八尾市及び 一部周辺地域 | 不明              | 1998年 4月29日 | 八尾市本町1丁目1番1号 |

## 備考
- 2021年12月15日、市役所前に東京オリンピックのゴールドポスト（第27号）が設置された（ゴールドポストプロジェクト[2]）。